# Expédition Knight
L’expédition Knight est une expédition maritime commandée par le britannique James Knight en 1719 sur les navires Albany, commandé par John Scroggs et Discovery, commandé par David Vaughan. Le navigateur George Barlow fait aussi partie de l'expédition.
Le but était d'atteindre l'océan Pacifique via le Passage du Nord-Ouest. Aucun membre de l'équipage ne sera revu. 